# Tiro esportivo nos Jogos Pan-Americanos de 2019 - Carabina três posições 50 m feminino
A categoria da carabina três posições 50 m feminino foi um dos eventos do tiro esportivo nos Jogos Pan-Americanos de 2019, em Lima. Foi disputada no dia 28 de julho no Las Palmas Range.

## Calendário
Horário local (UTC-5)
| Data        | Horário | Fase         |
| ----------- | ------- | ------------ |
| 28 de julho | 09:00   | Qualificação |
| 28 de julho | 13:00   | Final        |

## Medalhistas
| Ouro   | USA Sarah Beard       |
| Prata  | CUB Eglys de la Cruz  |
| Bronze | USA Virginia Thrasher |

## Resultados

### Qualificação
Participaram da competição 24 atiradoras. Para a final, classificaram-se as 8 melhores.
| Pos. | Atirador              | Nacionalidade      | Ajoelhado | Deitado | Em pé | Total    | Notas |
| ---- | --------------------- | ------------------ | --------- | ------- | ----- | -------- | ----- |
| 1    | Yarimar Mercado       | PUR Porto Rico     | 386       | 393     | 389   | 1168-54x | Q,    |
| 2    | Sarah Beard           | USA Estados Unidos | 387       | 400     | 378   | 1165-61x | Q     |
| 3    | Dianelys Pérez        | CUB Cuba           | 381       | 397     | 386   | 1164-59x | Q     |
| 4    | Virginia Thrasher     | USA Estados Unidos | 381       | 394     | 387   | 1162-47x | Q     |
| 5    | María Sofía Lamarque  | ARG Argentina      | 388       | 389     | 377   | 1154-35x | Q     |
| 6    | Gabriela Lobos        | CHI Chile          | 378       | 387     | 387   | 1152-48x | Q     |
| 7    | Eglys de la Cruz      | CUB Cuba           | 377       | 398     | 376   | 1151-52x | Q     |
| 8    | Andrea Palafox        | MEX México         | 376       | 393     | 374   | 1143-44x | Q     |
| 9    | Shannon Westlake      | CAN Canadá         | 380       | 392     | 370   | 1142-38x |       |
| 10   | Karina Cerpa          | CHI Chile          | 378       | 389     | 371   | 1138-32x |       |
| 11   | Jazmine Matta         | GUA Guatemala      | 384       | 383     | 371   | 1138-32x |       |
| 12   | Johanna Pineda        | ESA El Salvador    | 373       | 393     | 370   | 1136-40x | A2    |
| 13   | Sara Vizcarra         | PER Peru           | 376       | 387     | 370   | 1133-31x |       |
| 14   | Ana Karina Cruz       | ECU Equador        | 372       | 384     | 376   | 1132-34x |       |
| 15   | Ana Elizabeth Ramírez | ESA El Salvador    | 374       | 390     | 367   | 1131-28x |       |
| 16   | Cindy Luk             | CAN Canadá         | 375       | 394     | 361   | 1130-39x |       |
| 17   | María López           | NCA Nicarágua      | 371       | 387     | 371   | 1129-39x |       |
| 18   | Karina Rodríguez      | PER Peru           | 369       | 392     | 368   | 1129-36x |       |
| 19   | Amelia Fournel        | ARG Argentina      | 377       | 381     | 371   | 1129-29x |       |
| 20   | Roberta Tesch         | BRA Brasil         | 380       | 391     | 355   | 1126-39x |       |
| 21   | Michel Quezada        | MEX México         | 377       | 382     | 367   | 1126-30x |       |
| 22   | Sofía Padilla         | ECU Equador        | 379       | 387     | 360   | 1126-27x |       |
| 23   | Polymaria Velásquez   | GUA Guatemala      | 369       | 386     | 364   | 1119-36x |       |
| 24   | Rosane Ewald          | BRA Brasil         | 370       | 391     | 352   | 1113-24x |       |

### Final
| Pos.              | Atirador             | Nacionalidade      | Ajoelhado            | Deitado              | Em pé           | 1          | 2          | 3         | 4          | 5         | Total | Notas |
| ----------------- | -------------------- | ------------------ | -------------------- | -------------------- | --------------- | ---------- | ---------- | --------- | ---------- | --------- | ----- | ----- |
| Medalha de ouro   | Sarah Beard          | USA Estados Unidos | 151.0 49.9 50.7 50.4 | 306.8 51.9 51.6 52.3 | 404.8 50.0 48.0 | 415.4 10.6 | 425.9 10.5 | 435.8 9.9 | 446.0 10.2 | 454.9 8.9 | 454.9 | FPR   |
| Medalha de prata  | Eglys de la Cruz     | CUB Cuba           | 153.1 50.5 50.9 51.7 | 305.9 50.8 50.6 51.4 | 406.2 51.0 49.3 | 415.9 9.7  | 425.5 9.6  | 435.4 9.9 | 444.4 9.0  | 454.2 9.8 | 454.2 |       |
| Medalha de bronze | Virginia Thrasher    | USA Estados Unidos | 150.1 51.8 49.2 49.1 | 304.4 51.9 50.9 50.5 | 405.4 51.2 49.8 | 415.1 9.7  | 424.0 8.9  | 433.8 9.8 | 444.0 10.2 |           | 444.0 |       |
| 4                 | Dianelys Pérez       | CUB Cuba           | 147.5 48.5 48.9 50.1 | 303.2 51.8 52.0 51.9 | 402.0 49.0 49.8 | 411.5 9.5  | 421.2 9.7  | 430.8 9.6 |            |           | 430.8 |       |
| 5                 | Andrea Palafox       | MEX México         | 146.0 47.0 50.6 48.4 | 298.6 49.4 51.7 51.5 | 395.0 46.9 46.5 | 405.5 10.5 | 415.7 10.2 |           |            |           | 415.7 |       |
| 6                 | Yarimar Mercado      | PUR Porto Rico     | 152.3 50.8 51.6 49.9 | 307.7 52.4 51.2 51.8 | 394.9 36.1 51.1 | 404.7 9.8  |            |           |            |           | 404.7 |       |
| 7                 | Gabriela Lobos       | CHI Chile          | 147.9 47.4 50.0 50.5 | 298.9 50.8 50.0 50.2 | 392.3 47.3 46.1 |            |            |           |            |           | 392.3 |       |
| 8                 | María Sofía Lamarque | ARG Argentina      | 143.3 48.0 47.3 48.0 | 295.2 49.3 51.4 51.2 | 390.9 46.7 49.0 |            |            |           |            |           | 390.9 |       |